# Principiul californian
Principiul californian (numit și "principiul părintelui cooperant") reprezintă o practică din multe state ale lumii care este utilizată pentru stabilirea custodiei asupra copiilor sau a locuinței copiilor după divorț. Propus prima dată de către juriștii din California, „principiul californian” este tot mai mult avut în vedere în alte sisteme de drept 

. El se referă la capacitatea fiecăruia dintre părinți de a respecta și drepturile părintești ale celuilalt părinte și de a crea în ochii copilului imaginea unei coparentalități normale. Un astfel de părinte are un mare avantaj în fața celui care manifestă egoism și refuză colaborarea necesară pentru întreținerea unei atmosfere calme și stimulative pentru copil și îi creează celuilalt o imagine negativă în ochii copilului.. Practic acest principiu este derivat din principiul interesului superior al copilului de a fi crescut, pe cât posibil, de ambii părinți.

## State din europa unde se aplică principiul californian
- Suedia[9]
- Franța[10]
- Belgia[11]
- Canada[12]